# Jutlândia do Norte
Nota linguística: Não confundir grevskab (condado) com amt (divisão administrativa)..
A Jutlândia do Norte (Nordjyllands Amt) foi um condado (amt) da Dinamarca entre 1970 e 2006. 
Pela Reforma Estrutural da Dinamarca em 2007, foi integrado na nova Região da Jutlândia do Norte (Region Nordjylland), juntamente com mais algumas outras comunas dos antigos condados de Viborg (Viborg Amt) e do Århus (Århus Amt).

## Municípios
A Jutlândia do Norte tinha 27 municípios:
| - Arden - Brovst - Brønderslev - Dronninglund - Farsø - Fjerritslev - Frederikshavn - Hadsund - Hals | - Hirtshals - Hjørring - Hobro - Læsø - Løgstør - Løkken-Vrå - Nibe - Nørager - Pandrup | - Sejlflod - Sindal - Skagen - Skørping - Støvring - Sæby - Aabybro - Aalborg - Aars |